# Épistémologie du placard
L'épistémologie du placard est un concept conçu par la théoricienne queer et féministe, Eve Kosofsky Sedgwick, défini et développé dans son ouvrage classique, Épistémologie du placard (Epistemology of the Closet, 1990) qui, avec Trouble dans le genre de Judith Butler, va constituer l'un des textes fondateurs de la théorie queer.

## Description
Lorsqu’il fut publié pour la première fois aux États-Unis en 1990, Épistémologie du placard fut rapidement reconnu comme un classique de la théorie queer, aux côtés des travaux de Judith Butler et de Teresa de Lauretis. Les Éditions d'Amsterdam présentent l'autrice et l'ouvrage ainsi : "À mi-chemin entre les études féministes et les gay and lesbian studies, Eve Kosofsky Sedgwick déconstruit la sexualité comme Butler le genre. Dans cet ouvrage de référence, elle affirme que l’ensemble de la culture occidentale moderne s’articule autour de l’opposition homo/hétérosexuel et que celle-ci affecte les binarismes qui structurent l’épistémologie contemporaine, de savoir/ignorance à privé/public en passant par santé/maladie".
Eve Kosofsky Sedgwick s’appuie sur de nombreux textes datant de la fin du XIXe et du début du XXe siècles (Wilde, Proust, Nietzsche, Melville et James), l’autrice traque l’émergence des nouveaux discours institutionnels médicaux, juridiques, littéraires et psychologiques, qui produiront en miroir les figures de « l’homosexuel » et de « l’hétérosexuel », au détriment des multiples différences au cœur des sexualités. Elle s’interroge sur ce qu’une lecture “sexualisée” de ces textes littéraires provoquera comme bouleversement dans nos connaissances et interprétations de l’histoire et de la culture.
Dans sa préface, Maxime Cervulle définit ainsi le projet de Sedgwick : « Dans Épistémologie du placard, Eve Kosofsky Sedgwick va s’interroger sur les conséquences interprétatives qu’entraîne une lecture "sexualisée" de la culture littéraire des XIXe et XXe siècles. Elle y développe des "lectures perverses" du canon occidental, chaussant des lunettes queer pour débusquer les troubles sexuels et les crises déﬁnitionnelles dans les chefs-d’œuvre modernes qui structurent notre vision de ce qu'est la culture. Cet ouvrage salutaire de Sedgwick renverse la vapeur et nous force à regarder en face le grand secret de la culture occidentale du siècle dernier : la place centrale qu’y occupe la déﬁnition homo/hétérosexuelle ».
Le livre Épistémologie du placard a donné lieu aux États-Unis à de nombreux débats dans les milieux universitaires et activistes sur le fonctionnement du placard gay et lesbien, ainsi que sur les moyens d'échapper à son emprise.